# Pfalz–Neuburgi Mária Anna spanyol királyné
Mária Anna pfalz-neuburgi hercegnő (németül: Maria Anna von der Pfalz, spanyolul: María Ana del Palatinado-Neoburgo; Düsseldorf, Berg és Jülich hercegség 1667. október 28. – Guadalajara, Kasztília, 1740. július 16.) a Wittelsbach-ház Pfalz-Neuburgi ágából született német hercegnő, 1690–1700 között II. Károly spanyol király második felesége, spanyol (kasztíliai-aragón) királyné, Nápoly–Szicília és Szardínia királynéja (Reina consorte de España, Nápoles, Sicilia, Cerdeña).

## Élete

### Származása
A németországi Düsseldorfban látta meg a napvilágot 1667. október 28-án a Benrath Palotában, Neuburgi Fülöp Vilmos választófejedelem és második hitvese, Hessen-Darmstadti Erzsébet Amália tartománygrófnő tizenkettedik gyermekeként és ötödik leányaként.
A szülők 1653. szeptember 3-án kötöttek házasságot, miután Fülöp 1651. október 8-án 35 esztendősen, kilenc évnyi házasság után megözvegyült. Első feleségével, Anna Katalin lengyel királyi hercegnővel egy közös fiuk született, de ő még a születésekor meghalt.
Anyai nagyszülei: II. György, Hessen-Darmstadt tartománygrófja és Zsófia Eleonóra szász hercegnő, I. János György szász választófejedelem leánya voltak.

### Házassága
Mária Anna 1689. augusztus 28-án képviselők útján a bajorországi Ingolstadt városában hozzáment az akkor 27 esztendős II. Károly spanyol királyhoz. A per procuram menyegzőn több főrangú vendég is részt vett, köztük Mária Anna nővére, Eleonóra császárné és annak férje, I. Lipót császár is.
A tényleges esküvői szertartásra viszont csak 1690. május 14-én került sor a valladolidi királyi palota épületében, a San Diego kolostortemplomban. (Károly első felesége, Orléans-i Mária Lujza hercegnő 1689. február 12-én halt meg kilenc évnyi házasság után, gyermektelenül). Mária Annát a spanyol nép csak „Marianának” hívta, ami a két keresztnév összevonásából alakult ki.
A királyi párnak nem született gyermeke, vagy az asszony terméketlensége, vagy pedig a király állandó egészségügyi problémái miatt.
II. Károly, Spanyolország utolsó Habsburg-házi királya 1700. november 1-jén hunyt el 38 éves korában, özvegye pedig csak majdnem 40 év múlva, 1740. július 16-án Guadalajara városában, 72 esztendősen távozott az élők sorából. Végső nyughelye az Escorial kolostorban van.